# Pools Volksleger

Vlag op zee

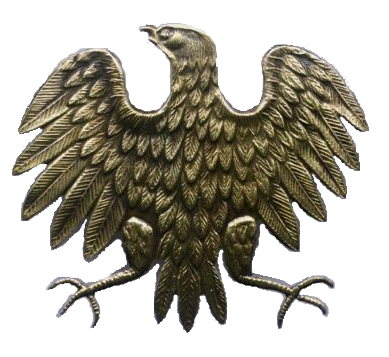
Militaire adelaar wz. 43 – een Pools militair embleem dat werd gebruikt in het Poolse Volksleger

Het Poolse Volksleger (Pools: Ludowe Wojsko Polskie) was het leger van de Polen tussen 1944 en 1989. De officiële naam van het leger was tussen 1944 en 1952 Siły Zbrojne Rzeczpospolitej Polskiej (Strijdkrachten van de Republiek Polen) en vanaf de oprichting van de Volksrepubliek Polen in 1952 Siły Zbrojne Polskiej Rzeczypospolitej Ludowej (Strijdkrachten van de Volksrepubliek Polen).
De basis van het Poolse Volksleger werd tijdens de Tweede Wereldoorlog in de Sovjet-Unie gelegd. De Poolse manschappen stonden begin 1945 voor ongeveer de helft onder leiding van officieren van de Sovjet-Unie, omdat de Poolse officieren die in 1939 na de Sovjet-aanval op Polen gevangen waren gemaakt in Katyn vermoord waren. Toen op 21 juli 1944 het Poolse Comité van Nationale Bevrijding in het door de Sovjet-Unie op nazi-Duitsland veroverde deel van Polen werd opgericht werd het communistische Armia Ludowa in het Poolse Volksleger geïntegreerd.
Tot 1956 stond het Poolse Volksleger onder het commando van Konstantin Rokossovsky, een etnisch-Poolse officier van het Rode Leger, die tevens minister van defensie was. Het leger maakte deel uit van de troepen van het Warschaupact. Het Poolse Volksleger was betrokken bij het neerslaan van diverse opstanden, waaronder de protesten in Poznań in 1956, de inval van het Warschaupact in Tsjecho-Slowakije in 1968 en de protesten in het noorden van Polen in 1970. Ten tijde van de opkomst van Solidarność werd in 1981 door generaal Jaruzelski de staat van beleg afgekondigd. Na de eerste vrije verkiezingen in 1989 werd in 1990 de naam van het Poolse Volksleger gewijzigd in Poolse strijdkrachten (Siły Zbrojne Rzeczypospolitej Polskiej), die sinds 1999 deel uitmaken van de NAVO.

## Uniform

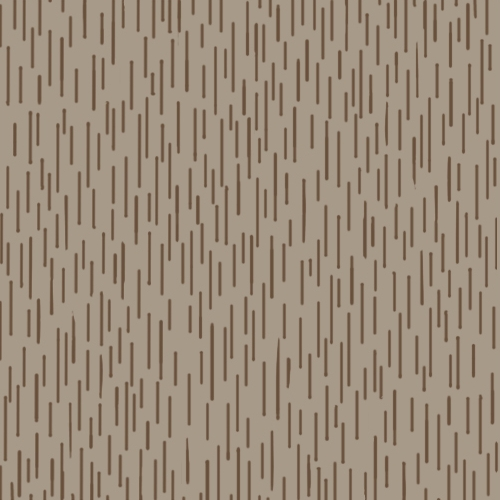
Wz. 58 "Deszczyk"

#### Camouflage
Het Pools Volksleger gebruikte verschillende camouflagepatronen. In 1958 werd Wz. 58 "Deszczyk" ingevoerd, dat lijkt op het Strichtarn camouflagepatroon van de Nationale Volksarmee in Oost-Duitsland.

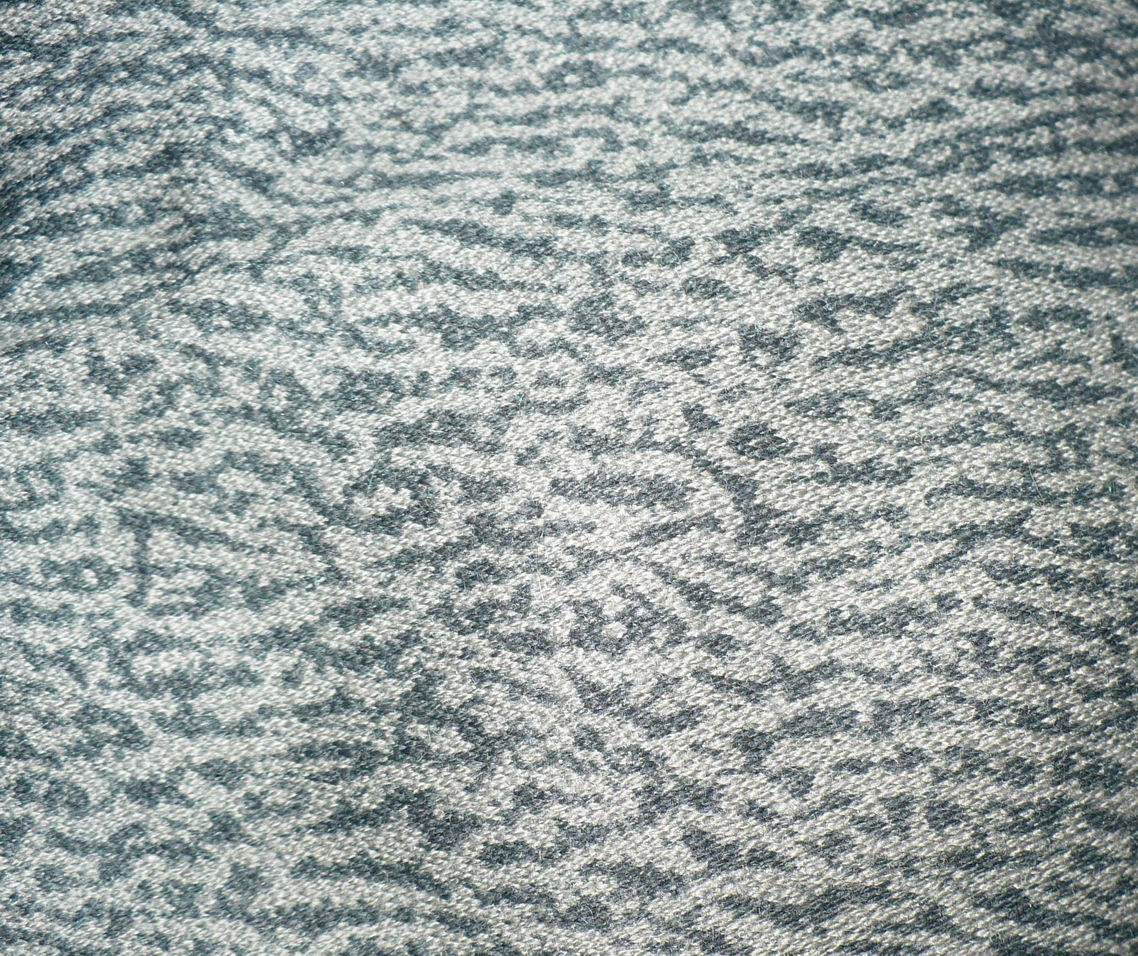
Wz. 68 "Moro" (1968-1989)

In 1968 werd Wz. 68 "Moro" ingoeverd ter vervanging van het vorige camouflagepatroon. Moro is een Poolse afkorting van "Materiał odzieżowy roboczo-ochronny".

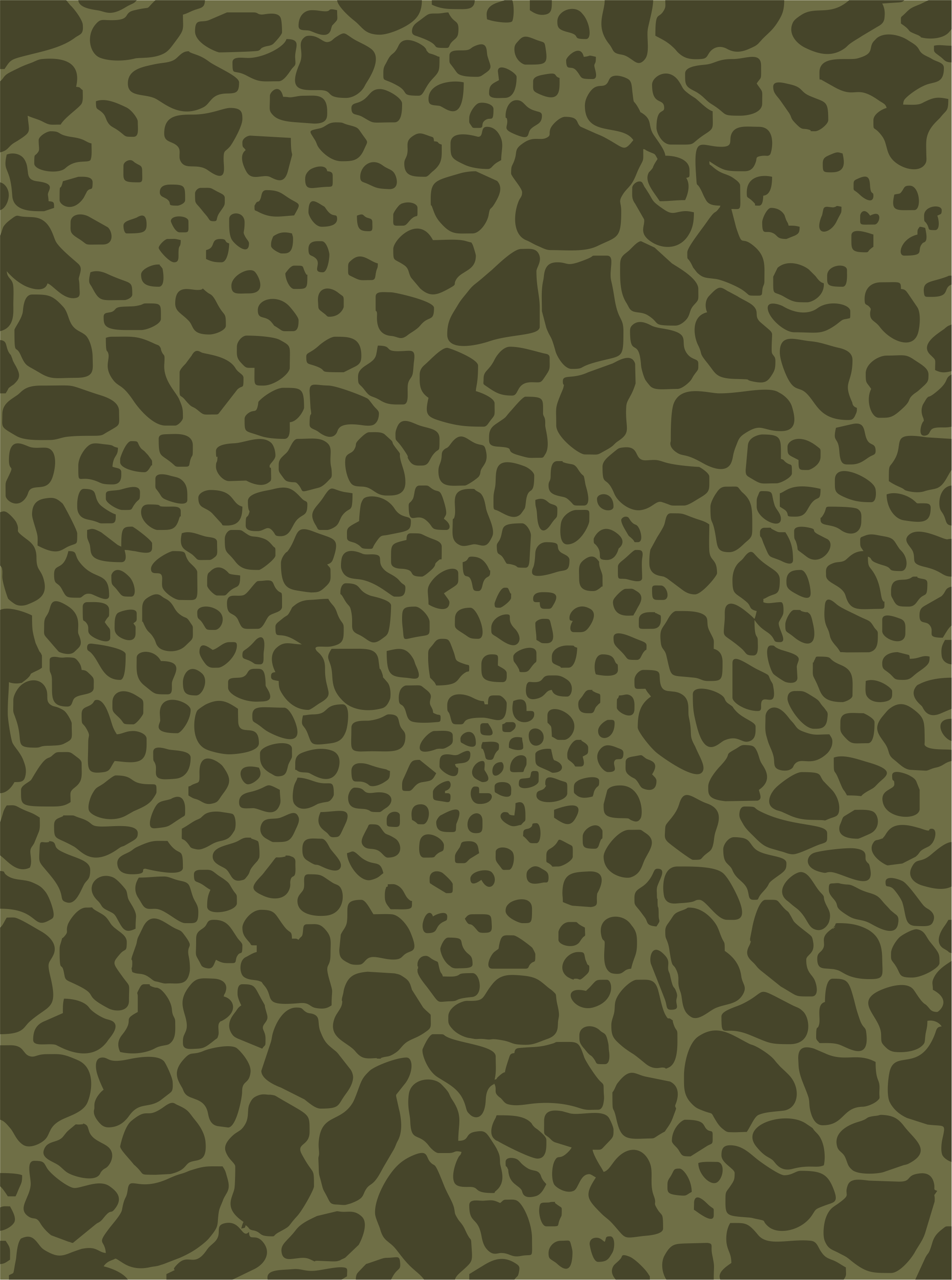
Wz. 89 "Puma"

In 1989 werd het laatste camouflagepatroon van het Poolse Volksleger ingevoerd, Wz. 89 "Puma".

#### Helmen
In de beginjaren gebruikte het Poolse Volksleger de Sovjet SSh-40 helm. In 1950 kwam de Hełm wz. 50 in gebruik, die gebaseerd is op de SSh-40. De Hełm wz. 50 werd geproduceerd door Huta Ludwików of Huta Silesia. In 1967 werd deze helm vervangen door de Hełm wz. 67. Er kwam ook een verbeterde versie, de Hełm Wz. 67/75 die een in grootte verstelbaar binnenwerk heeft.
Er was ook een speciale helm voor luchtlandingstroepen, de Hełm wz. 63. Deze helm is vrijwel identiek aan de Wz. 50, het verschil is het gebruik van een extra schokdemper in de vorm van een schuimkussen. Daarnaast maakt de helm gebruik van een schokabsorberende schacht (langs de omtrek van de helm steekt deze iets uit ter bescherming tegen een scherpe rand). Aan de zijkanten zitten vakjes voor een koptelefoon.

## Structuur

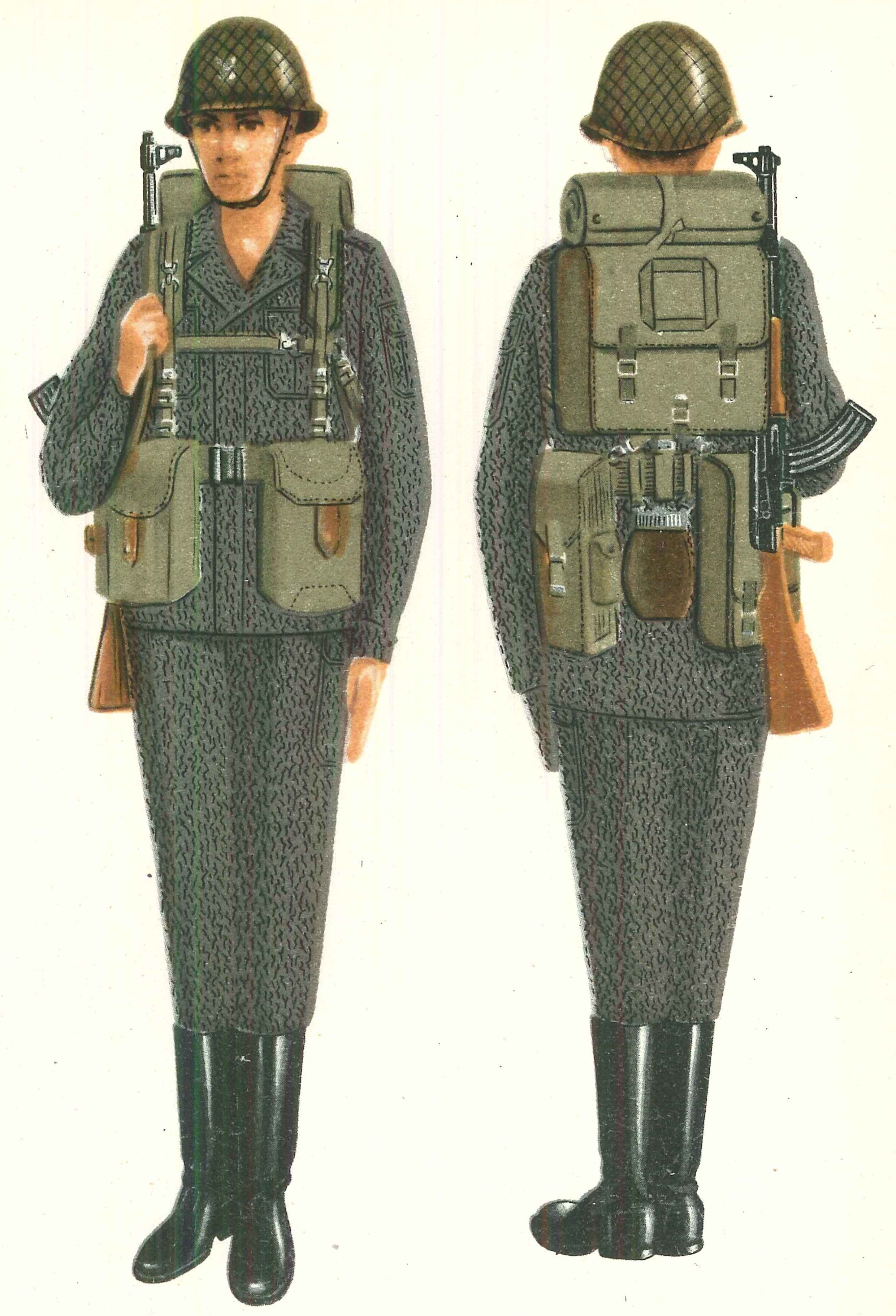
Compleet uniform en uitrusting

Het Poolse Volksleger was onderverdeeld in drie militaire districten; Warschau, Pommeren en Silezië.

#### Minister van Defensie
| Nr. | Naam                               | Periode   | Partij |
| --- | ---------------------------------- | --------- | ------ |
| 1.  | Michał Rola-Żymierski (1890–1989)  | 1945–1949 | PZPR   |
| 2.  | Konstantin Rokossovski (1896–1968) | 1949–1956 | PZPR   |
| 3.  | Marian Spychalski (1906–1980)      | 1956–1968 | PZPR   |
| 4.  | Wojciech Jaruzelski (1923–2014)    | 1968–1983 | PZPR   |
| 5.  | Florian Siwicki (1925–2013)        | 1983–1989 | PZPR   |

#### Chef Defensie
| Nr. | Naam                            | Periode   | Partij |
| --- | ------------------------------- | --------- | ------ |
| 1.  | Władysław Korczyc (1893–1966)   | 1945-1954 | PZPR   |
| 2.  | Jerzy Bordziłowski (1900–1983)  | 1954-1965 | PZPR   |
| 3.  | Wojciech Jaruzelski (1923–2014) | 1965-1968 | PZPR   |
| 4.  | Bolesław Chocha (1923–1987)     | 1968-1973 | PZPR   |
| 5.  | Florian Siwicki (1925–2013)     | 1973-1983 | PZPR   |
| 6.  | Józef Użycki (1932)             | 1983-1990 | PZPR   |